# Arthur et les Pirates
Arthur et les Pirates est une émission humoristique de radio française, diffusée sur Europe 1 entre 1992 et 1996, puis sur Europe 2 entre 2004 et 2005.

## Animateurs et chroniqueurs
- Arthur (1992-1996 ; 2004-2005)
- Manu Levy (Maître Lévy) (1992-1994 ; 1996 ; 2004-2005)
- Jade (Princesse Jade) (1992-1996 ; 2004-2005)
- Alexandre Devoise (Captain Sboob) (1992-1993)
- Rémy Caccia (Rémy in Ze Street) (1993-1996)
- Michèle Bernier (1995-1996)
- Jonathan Lambert (Jean-Guy Badiane) (2004-2005)

## Sur Europe 1 (1992-1996)
Fort de son succès à la matinale de Fun Radio la saison précédente, Arthur est recruté par Europe 1 à la rentrée 1992 afin de rajeunir et renforcer la case de la fin d'après-midi. Il emmène avec lui, Manu Levy et Alexandre Devoise qui participaient déjà à son émission de Fun Radio, puis engage comme voix féminine Jade qu'il a connu quelques années plus tôt lorsque tous les deux officiaient à Skyrock.
Le concept est qu'il s'agit d'une émission pirate qui prend le contrôle de l'antenne d'Europe 1 tous les jours entre 16h30 et 18h00 (puis 16h00 à 18h00 les saisons suivantes), d'où le titre Arthur et les Pirates. L'émission a lieu en public dans un studio ressemblant à un bateau de pirates.
L'indicatif musical du générique est basé sur la danse O Fortuna de Carmina Burana de Carl Orff. La voix des jingles est celle de Michel Vigné (saison 1),  Richard Darbois (saison 2), et Benoit Allemane (saisons 3 et 4).
Certains des jeux récurrents sont des reprises de Fun Radio de la saison précédente : l'Aventure dans la Maison (un auditeur doit casser des objets chez lui ou chez son voisin sans informer son entourage de la raison), l'Orgasmotron (l'auditeur qui simule le mieux un orgasme gagne), le jeu du "fouet" (les auditeurs confessent leur péchés), le jeu des cabines téléphoniques (on fait sonner une cabine au hasard en France, le premier qui décroche gagne), ... Le reste de l'émission est composé de diverses improvisations ou de reprises de chansons.
Manu Levy quitte l'émission à la fin de la saison 1994 pour rejoindre Skyrock puis revient en avril 1996 quelques semaines seulement avant la fin de l'émission en raison d'une clause de non concurrence.
L'émission s'arrête avant la fin de la saison, en avril 1996, à la suite d'un désaccord entre Arthur et la direction de la station.
A la rentrée suivante, Arthur, Manu Levy et Jade se retrouvent à la matinale d'Europe 2 avec un tout autre format.

## Sur Europe 2 (2004-2005)
Cette deuxième version se déroule du 29 novembre 2004 au 30 juin 2005 en direct et, quelques semaines après le lancement de l'émission, en public, sur Europe 2 entre 16h00 et 18h00. Elle signe le retour d'Arthur après son éviction (volontaire) de Fun Radio à la suite de l'arrivée de Cauet, marquée par trois émissions spéciales de Planet Arthur nommées Libérez Arthur. La première émission fut une spéciale 33 Heures Chrono, afin de battre le record du monde de la plus longue émission radio. Arthur réussira avec Manu Levy à tenir plus de 34 heures. Au départ, l'émission était en direct dans un studio fermé, mais elle s'est rapidement ouverte au public.
Jonathan Lambert intervient régulièrement pour interpréter le personnage de Jean-Guy Badiane, un animateur ringard qui vient faire jouer les personnes du public.
Le reste de l'émission est composé de canulars avec des auditeurs, d'improvisations et de jeux divers dont une version renouvelée de la Baston à la Maison.
L'indicatif musical du générique est basé sur la chanson « Hush », par Deep Purple. Eric Lange est la voix des jingles.
L'émission devient Radio Arthur à la saison suivante, en septembre 2005.

## Émission spéciale sur Radio Restos (2020)
Le 3 octobre 2020, l'équipe au grand complet se reforme le temps d'une émission spéciale de 10h00 à 12h00 sur la radio éphémère Radio Restos. Elle est destinée à récolter des fonds pour les Restos du Coeur.

## Pour approfondir